# Crystal洋介
Crystal洋介 (日语：クリスタルな 洋介，1980年3月31日—），日本漫画家兼小说家。
本名佐藤洋介，出身于日本秋田县由利本荘市。

## 作品列表

### 連載
- 我的番長女友（週刊少年sunday 2008年18号 - 2011年12号）
- 爆跳公主（週刊少年sunday 2012年10号 - 2012年51号）
- M・ゲーム（月刊ヤングキング 2013年8月号 - 2015年5月号）
- 品酒要在成為夫妻後（小學館《Yawaraka Spirits（日语：やわらかスピリッツ）》2015 - 2019年）[1]，2017年動畫化[2][3]
- 我的老婆是偽娘（サンデーうぇぶり 2016年7月15日 - 更新中）
- 煩惱☆西遊記（月刊Sunday Gene-X 2020年3月号 - 連載中）

## 資料來源
1. ↑   （页面存档备份，存于） - やわらかスピリッツ - お酒は夫婦になってから
2. ↑  . 電視動畫「品酒要在成為夫妻後」官方網站.   [2017-10-04]. （原始内容存档于2018-01-24） （日语）.
3. ↑  . animate Times. 2017-08-09  [2017-11-18]. （原始内容存档于2017-10-03） （日语）.

## 外部連結
- クリスタルな洋介的X（前Twitter）
- クリスタルな洋介的pixiv
- まんが家BACKSTAGE クリスタルな洋介（页面存档备份，存于）
- クリスタルな洋介 - 成為小說家吧